# إيزوثيوسيانات الأليل
أيزوثيوسيانات الأليل هو مركب كبريت عضوي له الصيغة الكيميائية CH2CHCH2NCS، ويوجد في الطبيعة على هيئة سائل زيتي القوام عديم اللون، وهو المسؤول عن الطعم اللاذع لعدد من النباتات من بينها نبات الخردل، والفجل، وفجل الخيل الريفي، وفجل الوسابي.
مركب أيزوثيوسيانات الأليل قابل للذوبان في الماء قليلاً، ولكنه أكثر قابلية للذوبان في معظم المذيبات العضوية.

## التخليق الحيوي والوظائف الحيوية
يمكن الحصول على أيزوثيوسيانات الأليل من بذور نبات الخردل الأسود (البراسيكا السوداء)، أو الخردل الهندي البني (براسيكا جونسيا)، حيث تطلق بذور الخردل عند تكسيرها إنزيم الميروسيناز، والذي يتفاعل مع الغلوكوزينولات المعروفة باسم سينيغرين وينتج أيزوثيوسيانات الأليل.
يحمي مركب أيزوثيوسيانات الأليل النبات من الحيوانات العاشبة بسبب مذاقه اللاذع وتأثيره المسيل للدموع إلا أنه كذلك يصبح ضارا بالنبات نفسه عندما لا تخزنه الجلوكوزينولات بشكل منفصل عن إنزيم الميروسيناز. يتحرر زيت أيزوثيوسيانات الأليل عندما يمضغ حيوان ما النبات فيمنع الحيوان من التغذي على النبات. كما ثبت مؤخرًا قدرة أيزوثيوسيانات الأليل على مقاومة النمل الناري بقوة.

## الاستخدامات

### الاستخدامات التجارية
يتم إنتاج أيزوثيوسيانات الأليل تجاريًا عن طريق تفاعل كلوريد الأليل مع ثيوسيانات البوتاسيوم، ويُعرف المنتج الذي يتم الحصول عليه بهذه الطريقة أحيانًا باسم زيت الخردل الصناعي. كما يمكن أيضًا الحصول على أيزوثيوسيانات الأليل بالتقطير الجاف للبذور، ويُعرف المنتج الذي يتم الحصول عليه بهذه الطريقة باسم زيت الخردل المتطاير وعادة ما يكون نقيًا بنسبة 92٪. 
يستخدم مركب أيزوثيوسيانات الأليل بشكل أساسي كأحد التوابل في الأطعمة. أما مركب أيزوثيوسيانات الأليل الاصطناعي فيستخدم كمبيد حشري، وكمبيد للجراثيم، ومضاد للعفن، ومبيد للديدان الخيطية، ويستخدم في بعض الحالات لحماية المحاصيل الزراعية. كما يمكن أن تستخدم أيزوثيوسيانات الأليل أيضا في أجهزة إنذار الحريق للصم.
ينتج الأليلامين عن التحلل المائي لمركب أيزوثيوسيانات الأليل.

### في علم الأورام
يظهر أيزوثيوسيانات الأليل استنادًا إلى التجارب المختبرية والنماذج الحيوانية العديد من السمات المرغوبة كعامل وقائي كيميائي للسرطان.

## الأمان
تُقدّر الجرعة المميتة من أيزوثيوسيانات الأليل 151 مجم / كجم من الكتلة إلى جانب تأثيره المميز كمادة مسيلة للدموع.